# Phoenicococcus marlatti
Famille
Genre
Espèce
Phoenicococcus marlatti (la cochenille rouge du dattier) est une espèce d'insectes hémiptères, la seule de la famille des Phoenicococcidae.
Cette cochenille attaque différentes espèces de palmiers, particulièrement dans le genre Phoenix, dont le palmier dattier (Phoenix dactylifera), ainsi que les eucalyptus.
Outre les dégâts directs qui provoquent une chlorose des feuilles et un affaiblissement général de la plante, ces insectes sécrètent du miellat qui entraîne la formation de fumagine, dépréciant notamment les plantes d'ornement.

## Synonymes
Selon Global Biodiversity Information Facility (GBIF) :
- Kermicoides minimus Tang, 1977
- Phaenococcus marlatti Wardle, 1929
- Sphaerococcus draperi Newstead, 1906
- Sphaerococcus marlatti Newstead, 1911